# Road Trip
Pour les articles homonymes, voir Road trip (homonymie).
Série Road Trip
Road Trip: Beer Pong
(2009)
Pour plus de détails, voir Fiche technique et Distribution.
Road Trip ou La Virée au Québec est un film américain réalisé par Todd Phillips, sorti en 2000. Il s'agit du premier long métrage du réalisateur.

## Synopsis
Josh Parker et Tiffany Henderson sont amis d'enfance. Après leurs études, ils entretiennent une relation amoureuse à distance, séparés par trois mille kilomètres. Lui étudie à l'Université Cornell dans l'État de New York alors qu'elle est à l'université du Texas à Austin. Leur unique moyen de communiquer reste les vidéos qu'ils s'envoient par colis postal. Mais quand Josh confond la vidéo qu'il doit envoyer avec une sextape tournée avec Beth Wagner, un long voyage en voiture s'annonce pour lui et ses amis — E. L., Rubin et Kyle — afin d'intercepter le colis si compromettant.

## Fiche technique
Sauf indication contraire, les informations mentionnées dans cette section peuvent être confirmées par la base de données cinématographiques IMDb,  présente dans la section « Liens externes ».
- Titre original et français : Road Trip
- Titre québécois : La Virée[1]
- Réalisation : Todd Phillips
- Scénario : Todd Phillips et Scot Armstrong (en)
- Musique : Michael Simpson
- Direction artistique : Max Biscoe
- Décors : Clark Hunter
- Costumes : Peggy Stamper
- Photographie : Mark Irwin
- Son : Gary C. Bourgeois, Cameron Frankley, Greg Orloff, Jonathon 'Earl' Stein
- Montage : Sheldon Kahn
- Production : Daniel Goldberg et Joe Medjuck (en)
  - Production déléguée : Tom Pollock et Ivan Reitman
  - Production associée : Sheldon Kahn (en)
- Sociétés de production : Dreamworks Pictures et The Montecito Picture Company
- Sociétés de distribution : DreamWorks Distribution (États-Unis) ; United International Pictures (France, Suisse romande)
- Budget : 15 millions de $[2] ; 16 millions de $[3]
- Pays de production :  États-Unis
- Langue originale : anglais
- Format : couleur (Technicolor) — 35 mm — 1,85:1 — son DTS / Dolby Digital / SDDS
- Genre : comédie, teen movie, road movie
- Durée : 93 minutes ; 94 minutes (version non censurée aux États-Unis)
- Dates de sortie[4] :
  - États-Unis, Québec : 19 mai 2000[1]
  - France, Belgique, Suisse romande : 18 octobre 2000[5],[6],[7]
- Classification[8] :
  - États-Unis : les enfants de moins de 17 ans doivent être accompagnés d'un adulte (R – Restricted)[N 1]
  - France : tous publics[9]
  - Belgique : tous publics (Alle Leeftijden)[6]
  - Suisse romande : interdit aux moins de 14 ans[10]
  - Québec : 13 ans et plus (13+ / 13 years and over)[1]

## Distribution
- Breckin Meyer (VF : Cédric Dumond) : Josh Parker
- Seann William Scott (VF : Jérôme Pauwels) : E. L. Faldt
- Paulo Costanzo (VF : Guillaume Lebon) : Rubin Carver
- Tom Green (VF : Éric Métayer) : Barry Manilow
- Rachel Blanchard (VF : Céline Mauge) : Tiffany Henderson
- DJ Qualls (VF : Hervé Rey) : Kyle Edwards
- Amy Smart (VF : Virginie Méry) : Beth Wagner
- Anthony Rapp (VF : Alexandre Gillet) : Jacob Schultz
- Fred Ward (VF : Philippe Catoire) : Earl Edwards
- Andy Dick (VF : Emmanuel Curtil) : le responsable du motel
- Ethan Suplee : Ed Bradford
- Mary Lynn Rajskub (VF : Kelvine Dumour) : Blind Brenda
- Jessica Cauffiel : la fausse Tiffany
- Wendell B. Harris Jr. (en) (VF : Pascal Renwick) : le professeur Anderson
- Ellen Albertini Dow (VF : Lita Recio) : la grand-mère de Barry
- Rhoda Griffis (VF : Véronique Alycia) : la mère dans le groupe de visiteur
- Jimmy Kimmel : Corky le chien (voix)
- Todd Phillips (VF : Bernard Métraux) : Clayton

 Source et légende : version française (VF) sur RS Doublage et AlloDoublage

## Production

### Attribution des rôles
Crispin Glover avait initialement été choisi pour le rôle de Jacob, alors que Reese Witherspoon a été envisagée pour incarner Beth.

### Tournage
Le tournage a lieu entre octobre et décembre 1999. Il se déroule dans plusieurs États des États-Unis : au Texas (Austin et son l'université), en Géorgie (Athens - notamment l'université et le Sanford Stadium, Lawrenceville, Cumming, l'université Emory, Georgia Institute of Technology, College Park, Atlanta), le Tennessee (Knoxville et son université, Nashville, Memphis), le Massachusetts (l'université Harvard) et la Californie (l'université du Sud de la Californie).

### Bande originale
La musique du film est composée par Mike Simpson. L'album de la bande commercialisé par DreamWorks Records contient des chansons présentes dans le film.
Liste des titres
1. Eels - Mr. E's Beautiful Blues
2. Kid Rock & Uncle Kracker - E.M.S.P.
3. Jungle Brothers - Early Morning
4. Run–DMC - It's Tricky
5. Buckcherry - Anything, Anything (I'll Give You)
6. The K.G.B.- Fortune and Fame
7. Supergrass - Pumping on Your Stereo
8. Jon Spencer Blues Explosion - Lovin' Machine
9. Twisted Sister - I Wanna Rock
10. Ween - Voodoo Lady
11. Ash - I'm Gonna Fall
12. Minnie Riperton - Inside My Love

## Accueil

### Accueil critique
Le film reçoit des critiques partagées dans la presse. Sur l'agrégateur américain Rotten Tomatoes, il récolte 57% d'opinions favorables pour 93 critiques et une note moyenne de 5,9⁄10. Le consensus suivant résume les critiques compilées par le site : « L'humour est un peu aléatoire, selon les goûts du public, mais le film est drôle dans l'ensemble. Avis mitigés pour la distribution, en particulier pour Tom Green de MTV ». Sur Metacritic, il obtient une note moyenne de 55⁄100 pour 32 critiques.
En France, le film obtient une note moyenne de 3,1⁄5 sur le site AlloCiné, qui recense 13 titres de presse.
Lors de la cérémonie de The Stinkers Bad Movie Awards en 2000, Tom Green a reçu le prix Stinker Award du pire acteur dans un second rôle ainsi que le prix du comique le moins drôle.

### Box-office
| Pays ou région    | Box-office      | Date d'arrêt du box-office | Nombre de semaines |
| ----------------- | --------------- | -------------------------- | ------------------ |
| États-Unis Canada | 68 540 777 $    | 7 septembre 2000           | 16                 |
| France            | 445 933 entrées |                            | -                  |
| Total mondial     | 119 754 278 $   | -                          | -                  |

## Distinctions

### Récompenses

#### 2000
- Prix Bogey : prix Bogey[N 2]
- Teen Choice Awards : meilleur menteur pour Tom Green

### Nominations

#### 2000
- Teen Choice Awards :
  - Meilleur film de comédie
  - Meilleur méchant pour Andy Dick
  - Meilleure alchimie pour Breckin Meyer et Amy Smart

#### 2001
- Blockbuster Entertainment Awards : second rôle masculin préféré dans un film de comédie pour Tom Green
- Golden Trailer Awards : meilleure bande-annonce d’une comédie
- MTV Movie & TV Awards :
  - Meilleure performance comique pour Tom Green
  - Meilleure révélation masculine pour Tom Green
  - Meilleur caméo dans un film pour Andy Dick
  - Meilleure scène musicale pour la scène du bus Twisted Sister

## Éditions en vidéo
En France, le film Road Trip est sorti en DVD le 4 septembre 2001. Par la suite, le film est ressorti en DVD le 1er août 2006.

## Suite
Le film connait une suite, Road Trip: Beer Pong, sortie directement en vidéo en 2009. Seuls DJ Qualls et Rhoda Griffis sont à nouveau présents dans cette suite.